# 南安郡
南安郡（なんあん-ぐん）は、中国にかつて存在した郡。後漢末から隋初にかけて、現在の甘粛省定西市一帯に設置された。

## 概要
188年（中平5年）、後漢により漢陽郡豲道県を分割して、南安郡が立てられた。南安郡は雍州に属し、郡治は豲道県に置かれた。
269年（泰始5年）、南安郡は秦州に転属した。282年（太康3年）、雍州に転属した。286年（太康7年）、再び秦州に転属した。西晋の南安郡は豲道・新興・中陶の3県を管轄した。
北魏のとき、南安郡は渭州に属し、桓道・中陶の2県を管轄した。
583年（開皇3年）、隋が郡制を廃すると、南安郡は廃止されて、渭州に編入された。

## 僑置南安郡

### 益州の南安郡
本節では現在の四川省広元市剣閣県一帯に設置された南安郡について述べる。南朝宋のとき、蜀漢の漢徳県の地に南安郡が置かれた。南朝斉のとき、南安郡は益州に属し、南安・華陽・白水・楽安・桓道の5県を管轄した。554年（廃帝3年）、西魏により南安郡は普安郡と改称された。

### 襄州の南安郡
本節では現在の河南省平頂山市葉県一帯に設置された南安郡について述べる。536年（天平3年）、東魏により南中府が廃止されて、南安郡が置かれた。南安郡は襄州に属し、安南・南舞・葉・南定の4県を管轄した。549年（武定7年）、南安郡は定南郡と改称された。

### 泉州の南安郡
本節では現在の福建省南東部に設置された南安郡について述べる。南朝梁の天監年間、晋安郡が分割されて梁安郡が置かれた。564年（天嘉5年）、南朝陳により梁安郡は南安郡と改称された。南安郡は江州に属し、晋安・竜渓・蘭水・莆田の4県を管轄した。568年（光大2年）、南安郡は豊州に転属した。589年（開皇9年）、隋が南朝陳を滅ぼすと、南安郡は廃止されて、泉州に編入された。